# Diastanillus
Diastanillus é um gênero de aranhas da família Linyphiidae descrito em 1926 e endêmico da Áustria, França e Noruega.